# Cody Brundage
Cody Brundage (Chapin, Carolina del Sur; 16 de mayo de 1994) es un artista marcial mixto estadounidense que compite en la división de peso medio del Ultimate Fighting Championship.

## Primeros años
Brundage era un luchador consumado de la escuela secundaria. Tenía un récord de 56-3 en su último año, terminó como subcampeón estatal y tenía un récord profesional de 128-22. Brundage también jugaba al fútbol y estaba en el equipo de natación. Más tarde continuó luchando para el Newberry College local. En Newberry, Brundage obtuvo 96 victorias, clasificó dos veces a la NCAA y fue capitán del equipo.
El interés de Brundage por las MMA comenzó en sus días de lucha libre, dirigiendo clubes de lucha fuera de las salas de lucha. Después de competir en la universidad y luchar en el equipo de Newberry College, comenzó a luchar y entrenar para cumplir con su impulso competitivo.

## Carrera de artes marciales mixtas

### Carrera temprana
Brundage hizo su debut amateur en 2017, compilando un récord de 4-2 antes de convertirse en profesional en 2019. Brundage tuvo marca de 5-0 en la escena local del Medio Oeste, capturando los campeonatos de peso mediano y semipesado del Campeonato Lights Out, derrotando a Erick Lozano por ambos en el LOC. 6 en diciembre de 2019 y en LOC 7 en febrero de 2020. Brundage tuvo la oportunidad de obtener un contrato con UFC en la Serie 31 de Contender de Dana White contra William Knight. Sin embargo, perdió la pelea por nocaut técnico en el primer asalto.
Brundage se enfrentó a Joseph Kropschot en LFA 99 el 12 de febrero de 2021. Ganó la pelea mediante sumisión en triángulo de brazo en el tercer asalto.

### Ultimate Fighting Championship
Brundage hizo su debut en UFC como reemplazo de Karl Roberson contra Nick Maximov el 25 de septiembre de 2021 en UFC 266. Brundage perdió su debut por decisión unánime.
Brundage se enfrentó a Dalcha Lungiambula el 12 de marzo de 2022 en UFC Fight Night: Santos vs. Ankalaev. Ganó la pelea mediante estrangulamiento de guillotina en el primer asalto. Esta victoria le valió el premio Actuación de la noche.
Brundage, como reemplazo de Josh Fremd, se enfrentó a Tresean Gore el 9 de julio de 2022 en UFC on ESPN: dos Anjos vs. Fiziev. Ganó la pelea por nocaut en el primer asalto.
Brundage estaba programado para enfrentarse a Rodolfo Vieira el 19 de noviembre de 2022 en UFC Fight Night 215. Sin embargo, Vieira se retiró del evento debido a razones no reveladas y la pelea fue descartada.
Brundage, como reemplazo de Albert Duraev, se enfrentó a Michał Oleksiejczuk el 17 de diciembre de 2022 en UFC Fight Night 216. Brundage perdió la pelea por nocaut en el primer asalto.
Brundage se enfrentó a Rodolfo Vieira en UFC on ESPN: Song vs. Simón el 29 de abril de 2023.  Perdió la pelea por sumisión en el segundo asalto. 
Brundage, como reemplazo de Punahele Soriano, se enfrentó a Sedriques Dumas el 24 de junio de 2023 en UFC on ABC: Emmett vs. Topuria. Perdió la pelea por decisión unánime.
Brundage se enfrentó a Jacob Malkoun en una pelea con poca antelación el 23 de septiembre de 2023 en UFC Fight Night 228. Brundage ganó la pelea por descalificación, después de quedar incapaz de continuar debido a un codazo ilegal en la parte posterior de la cabeza.
Brundage se enfrentó a Zachary Breese el 2 de diciembre de 2023 en UFC on ESPN 52. Ganó la pelea por nocaut en el primer asalto debido a un slam y golpes. Esta pelea le valió el premio Actuación de la Noche.
Brundage enfrentó a Bo Nickal el 13 de abril de 2024 en UFC 300.  Perdió la pelea mediante una sumisión en el segundo asalto.
Brundage enfrentó a Abdul Razak Alhassan el 13 de julio de 2024 en UFC on ESPN 59. La pelea terminó sin resultado a principios de la primera ronda como resultado de los codazos en la parte posterior de la cabeza de Brundage que lo dejaron incapacitado para continuar.

## Campeonatos y logros
- Ultimate Fighting Championship
  - Actuación de la Noche (dos veces) vs. Dalcha Lungiambula y Zachary Reese[10][25]
- Lights Out Championship
  - Campeonato de peso semipesado del LOC (una vez)
  - Campeonato de peso medio del LOC (una vez)

## Récord de artes marciales mixtas
| Récord profesional | Récord profesional | Récord profesional |
| 17 peleas          | 10 victorias       | 6 derrotas         |
| ------------------ | ------------------ | ------------------ |
| Nocaut             | 5                  | 2                  |
| Sumisión           | 3                  | 2                  |
| Decisión           | 1                  | 2                  |
| Descalificación    | 1                  | 0                  |
| Sin resultado      | 1                  | 1                  |

| Resultado     | Récord   | Oponente             | Método                                          | Evento                                    | Fecha                    | Ronda | Tiempo | Localización           | Notas                                                                        |
| ------------- | -------- | -------------------- | ----------------------------------------------- | ----------------------------------------- | ------------------------ | ----- | ------ | ---------------------- | ---------------------------------------------------------------------------- |
| Sin resultado | 10–6 (1) | Abdul Razak Alhassan | Sin resultado (codazos accidentales en la nuca) | UFC on ESPN: Namajunas vs. Cortez         | 13 de julio de 2024      | 1     | 0:37   | Denver, Colorado       | Unos codazos accidentales en la nuca dejaron a Brundage sin poder continuar. |
| Derrota       | 10–6     | Bo Nickal            | Sumisión (rear-naked choke)                     | UFC 300                                   | 13 de abril de 2024      | 2     | 3:38   | Las Vegas, Nevada      |                                                                              |
| Victoria      | 10–5     | Zachary Reese        | KO (slam y golpes)                              | UFC on ESPN: Dariush vs. Tsarukyan        | 2 de diciembre de 2023   | 1     | 1:49   | Austin, Texas          | Actuación de la noche.                                                       |
| Victoria      | 9–5      | Jacob Malkoun        | Descalifación (codos ilegales)                  | UFC Fight Night: Fiziev vs. Gamrot        | 23 de septiembre de 2023 | 1     | 4:15   | Las Vegas, Nevada      | Un codazo ilegal en la nuca impidió a Brundage continuar.                    |
| Derrota       | 8–5      | Sedriques Dumas      | Decisión (unánime)                              | UFC on ABC: Emmett vs. Topuria            | 24 de junio de 2023      | 3     | 5:00   | Jacksonville, Florida  |                                                                              |
| Derrota       | 8–4      | Rodolfo Vieira       | Sumisión (arm-triangle choke)                   | UFC on ESPN: Song vs. Simón               | 29 de abril de 2023      | 2     | 1:18   | Las Vegas, Nevada      |                                                                              |
| Derrota       | 8–3      | Michał Oleksiejczuk  | KO (golpes)                                     | UFC Fight Night: Cannonier vs. Strickland | 17 de diciembre de 2022  | 1     | 3:16   | Las Vegas, Nevada      |                                                                              |
| Victoria      | 8–2      | Tresean Gore         | KO (golpes)                                     | UFC on ESPN: dos Anjos vs. Fiziev         | 9 de julio de 2022       | 1     | 3:50   | Las Vegas, Nevada      |                                                                              |
| Victoria      | 7–2      | Dalcha Lungiambula   | Sumisión (guillotine choke)                     | UFC Fight Night: Santos vs. Ankalaev      | 12 de marzo de 2022      | 1     | 3:41   | Las Vegas, Nevada      | Actuación de la noche.                                                       |
| Derrota       | 6–2      | Nick Maximov         | Decisión (unánime)                              | UFC 266                                   | 25 de septiembre de 2021 | 3     | 5:00   | Las Vegas, Nevada      |                                                                              |
| Victoria      | 6–1      | Joseph Kropschot     | Sumisión (arm-triangle choke)                   | LFA 99                                    | 12 de febrero de 2021    | 3     | 0:39   | Park City, Kansas      | Regresó al peso medio.                                                       |
| Derrota       | 5–1      | William Knight       | TKO (codos y golpes)                            | Dana White's Contender Series 31          | 1 de septiembre de 2020  | 1     | 2:23   | Las Vegas, Nevada      |                                                                              |
| Victoria      | 5–0      | Erick Lozano         | Sumisión (arm-triangle choke)                   | Lights Out Championship 7                 | 8 de febrero de 2020     | 1     | 4:26   | Grand Rapids, Míchigan | Ganó el campeonato de peso medio de LOC                                      |
| Victoria      | 4–0      | Erick Lozano         | Decisión (unánime)                              | Lights Out Championship 6                 | 14 de diciembre de 2019  | 5     | 5:00   | Grand Rapids, Míchigan | Debut en peso medio. Ganó el campeonato de peso medio de LOC                 |
| Victoria      | 3–0      | Josh Krizan          | TKO (golpes)                                    | Caged Thunder 9                           | 28 de septiembre de 2019 | 2     | 4:16   | Cuyahoga Falls, Ohio   | Peso pactado en (190 lb).                                                    |
| Victoria      | 2–0      | Mike Johnson         | KO (puñetazo)                                   | CLIP: Motor City Cagefights 6             | 26 de julio de 2019      | 1     | 0:12   | Detroit, Míchigan      | Debut en peso semipesado.                                                    |
| Victoria      | 1–0      | Jesse Walthers       | TKO (golpes)                                    | Lights Out Championship 3                 | 27 de abril de 2019      | 1     | 1:54   | Grand Rapids, Míchigan | Peso pactado en (195 lb).                                                    |